# Geografia del Maine

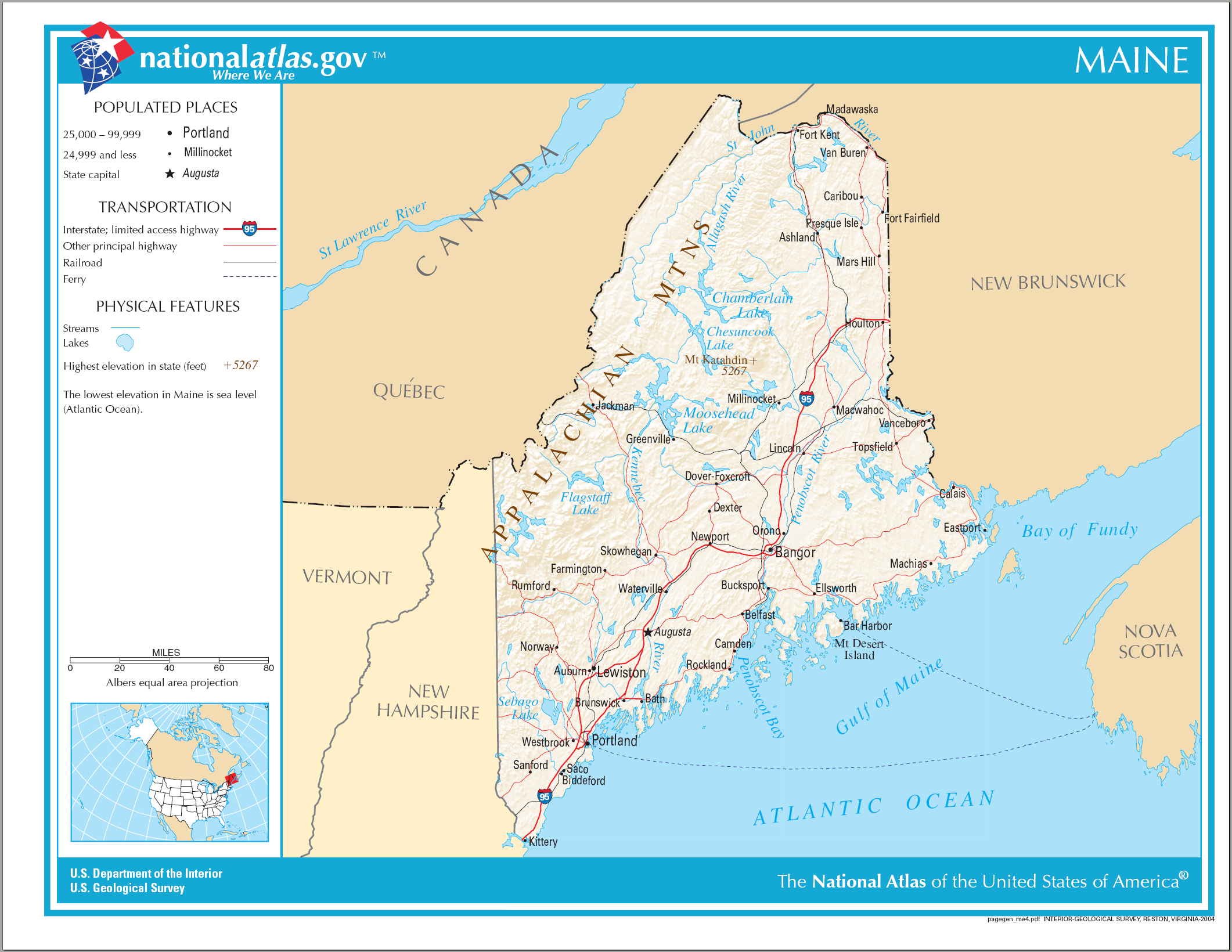
Mappa del Maine.

Il Maine (91.634 km²; 1.330.089 ab.) è uno degli stati degli Stati Uniti d'America. Il più grande per superficie dei sei stati del New England, è situato all'estremità nord-orientale del Paese. La sua superficie totale, che comprende circa 6000 km² di acque interne, rappresenta quasi metà della superficie totale del New England. Il Maine confina a nord-ovest e nord-est, rispettivamente, con le province canadesi di Québec e New Brunswick, e ad ovest con il New Hampshire. La celebre costa rocciosa dello stato si estende con andamento sud-ovest/nord-est lungo l'oceano Atlantico. Il Maine entrò a far parte dell'Unione il 15 marzo 1820, come 23º stato; sua capitale è Augusta. I popoli di lingua algonchina che abitavano la regione la chiamavano «Terra del Suolo Gelato», e vi sono due teorie per spiegare l'origine del nome attuale dello stato: che derivi da quello dell'antica provincia francese del Maine o che fosse stato così chiamato per essere, rispetto alle isole costiere limitrofe, la regione continentale (mainland).
Il Maine è lo stato meno popolato a est del fiume Mississippi. Più dei quattro quinti della sua superficie terrestre sono ricoperti da foresta. In base alla maggior parte dei dati statistici il Maine sarebbe uno stato economicamente depresso, anche se la bellezza selvaggia, le sfide che comportano il clima e il paesaggio e il carattere della sua gente hanno conferito al Maine una certa importanza al di fuori del potere economico e politico. Uno sviluppo economico limitato ha contribuito alla conservazione di gran parte dell'ambiente originario. A partire dal 1970, tuttavia, un terzo delle contee costiere meridionali dello stato hanno registrato tassi di sviluppo accelerati, un aumento delle strutture residenziali e commerciali e un incremento dei ricavi. L'economia del Maine è divenuta sempre più dipendente dai servizi, mentre l'industria tradizionale, la fabbricazione di carta e prodotti da essa derivati, è andata diminuendo. La pesca, lo sfruttamento forestale e minerario e l'agricoltura occupano il secondo settore più importante. Lo stato incarna così le sempre più difficili scelte nazionali tra la conservazione della qualità ambientale e una potenziale espansione economica.
Tra i 50 Stati degli Stati Uniti d'America è quello più vicino all'Africa.

## Morfologia e idrografia

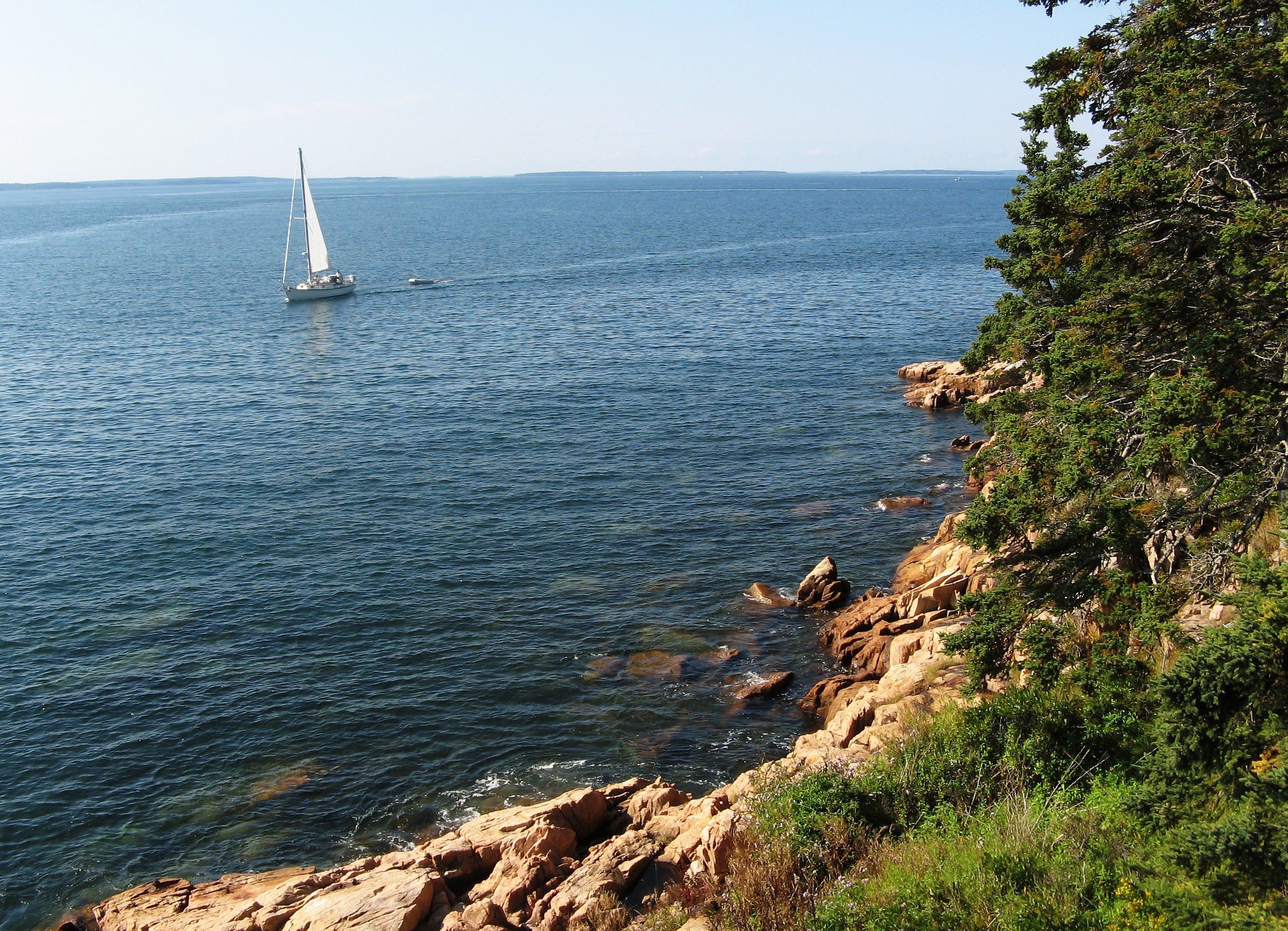
La costa del Maine presso il parco nazionale di Acadia.

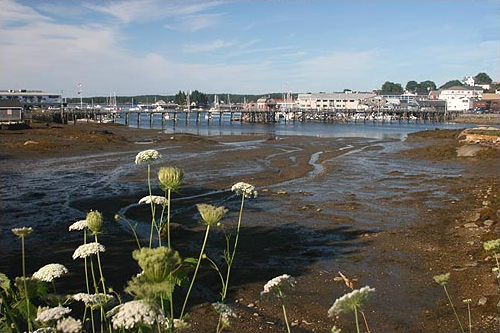
Boothbay Harbor.

La catena dei monti Appalachi si estende nel Maine provenendo dal New Hampshire, terminando nella parte centro-settentrionale dello stato con il monte Katahdin, che, con i suoi 1606 m, è la vetta più alta dello stato. Quoddy Head, nei pressi di Lubec, è il punto più orientale del Paese. Caribou è la città più nord-orientale del Paese. I confini occidentali e nord-occidentali lungo New Hampshire e Québec corrono attraverso zone particolarmente impervie, con numerose vette spianate dall'azione dei ghiacciai, laghi e strette vallate. A sud e ad est della regione montuosa si estendono colline ondulate e montagne più piccole e le ampie vallate dei fiumi Saco, Androscoggin, Kennebec e Penobscot.
Da Kittery, all'estremità meridionale dello stato, a Cape Elizabeth, poco a sud-est della città più grande dello stato, Portland, lunghe spiagge sabbiose sono interrotte a intermittenza da promontori rocciosi. Da Cape Elizabeth a Rockland, la costa del Maine è tutta un susseguirsi di penisole, stretti estuari, baie, fiordi e insenature - un tempo montagne e valli sommerse dai ghiacciai, ora in parte sommerse a cause dell'innalzamento del livello dei mari avvenuto in epoca post-glaciale. La costa da Rockland alla contea di Washington è costituita da baie e isole, nonché da colline situate nell'entroterra. La regione orientale viene generalmente indicata come Downeast (scritto talvolta anche Down East), un'area spesso avvolta dalla nebbia. Le Camden Hills e le cime dell'isola di Mount Desert sono le montagne costiere più elevate. Le maree lungo questa famosa costa rocciosa sono tra le più imponenti del mondo, con variazioni del livello del mare comprese tra 3,7 e 7,3 metri. Al largo delle coste dello stato si trovano circa 1200 isole, alcune non più di semplici scogli, altre ammantate di alberi e dimora di pescatori, pescatori di astici e residenti estivi. Nell'insieme, le coste del Maine - compresi baie, insenature ed estuari fluviali - hanno uno sviluppo di 5600 km.

## Idrografia e suoli
La maggior parte dei fiumi del Maine scorre da nord a sud. Il Maine settentrionale è costituito da un altopiano inciso da corsi d'acqua che defluiscono verso nord. Il fiume St. John e il suo affluente maggiore, l'Allagash, costituiscono le più notevoli eccezioni, scorrendo prima verso nord e poi verso est lungo il confine settentrionale del Maine, per poi svoltare decisamente verso sud attraverso il New Brunswick (Canada), fino alla baia di Fundy. Lo stato è costellato da 2500 laghi e specchi d'acqua, il più grande dei quali è il lago Moosehead (300 km²).
I suoli del Maine vengono classificati come spodosol acidi, color grigio cenere. Nel Maine sud-occidentale, i suoli erano costituiti originariamente da graniti; i suoli delle regioni costiere, centrali e orientali sono composti da scisti, sabbie e calcari. I suoli della contea di Aroostook, nel nord-est, tra i più produttivi dello stato, sono composti prevalentemente da argilla di Caribou, un suolo fertile ideale per la coltivazione delle patate.

## Clima

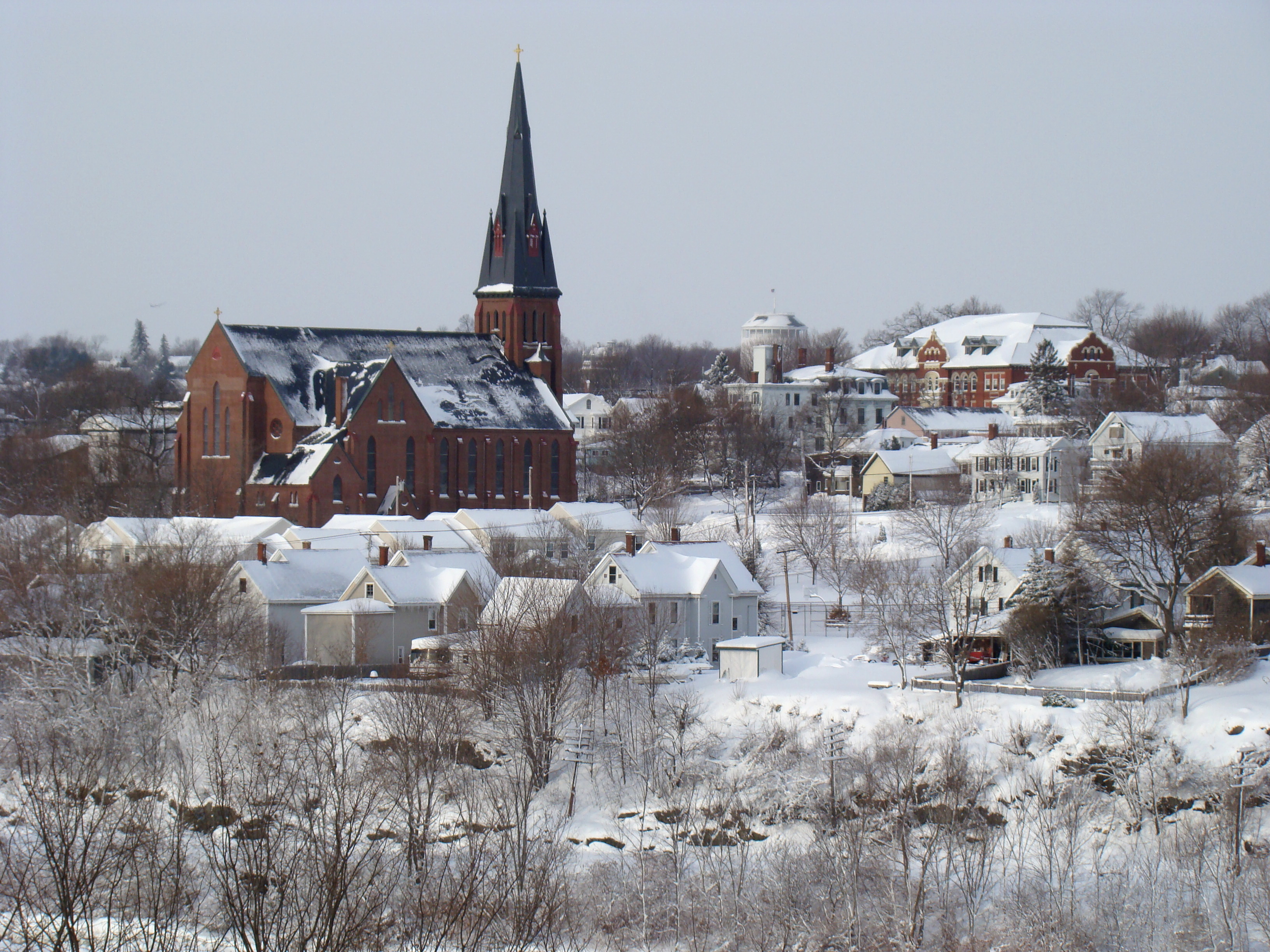
Inverno a Bangor.

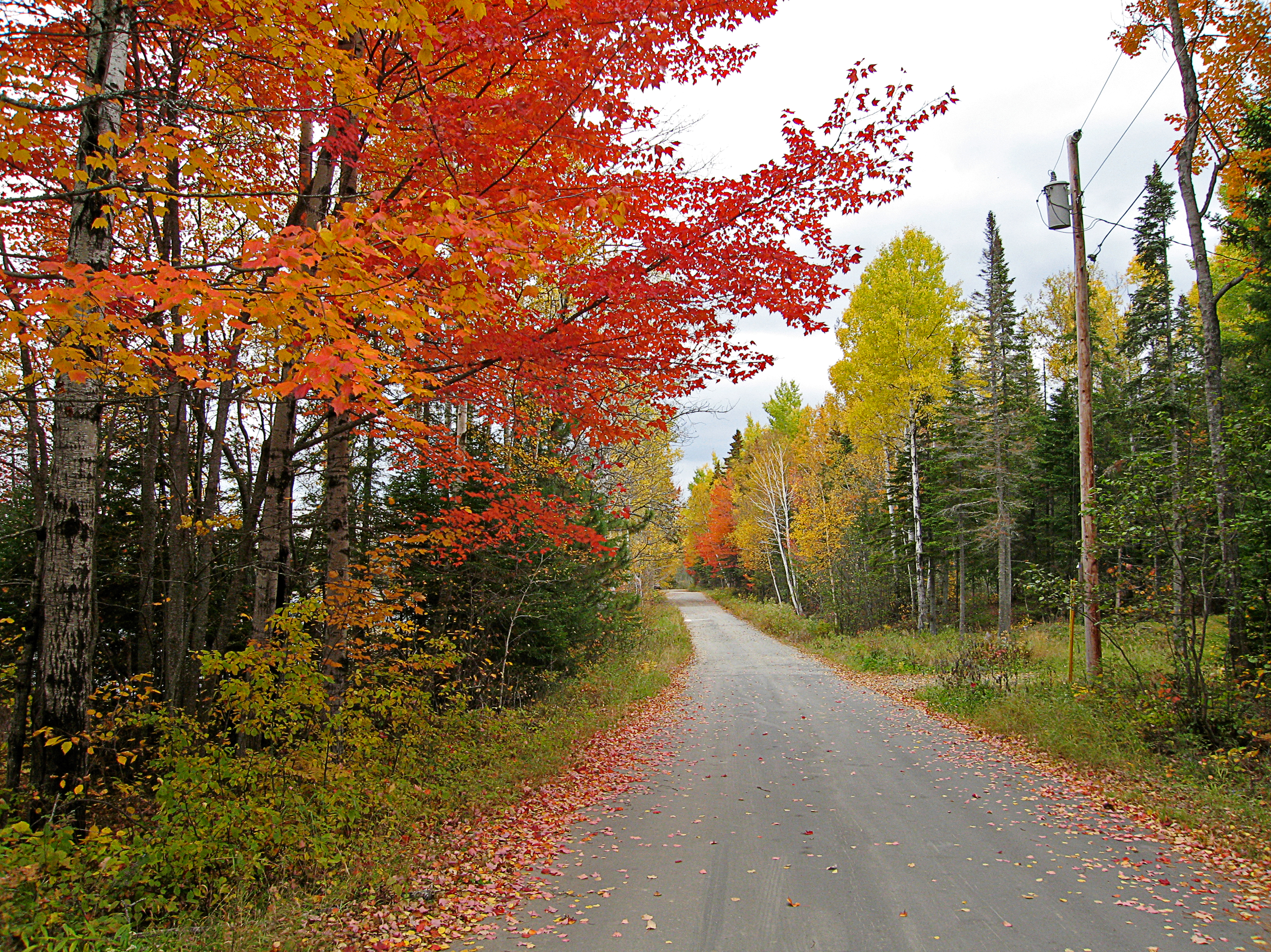
Autunno a Stratton.

Il Maine presenta tre zone climatiche ben definite: centrale, meridionale interna e settentrionale. Nonostante tutte e tre vengano classificate come continentali umide, tra di esse si riscontrano piccole differenze. Le regioni meridionali e costiere subiscono l'influsso di masse d'aria provenienti da sud e da ovest. A nord della fascia di territorio che divide il bacino idrografico del San Lorenzo da quello del Penobscot, tendono a prevalere le masse d'aria che scendono dal bacino del San Lorenzo. Le temperature annue medie si aggirano sui 3-4 °C nel nord e sui 6-7 °C nelle regioni meridionali interne e centrali. In tutto il paese le temperature medie estive sono di circa 17 °C e quelle invernali di -7 °C. In un anno le giornate di sole sono circa 100 nel sud e solamente 70 nel nord, e le precipitazioni medie annue si aggirano sui 910-1220 mm. In media cadono oltre 2500 mm di neve nel nord e alle quote più elevate e meno di 2000 mm in prossimità dell'Atlantico.

## Flora e fauna
La vita vegetale e animale è costituita da un insieme di specie subartiche e appalachiane. Le foreste comprendono vasti boschetti di pini, pecci e abeti tra le conifere, mentre aceri da zucchero, betulle gialle, pioppi e betulle da carta dominano il panorama delle latifoglie. Tra la fauna figurano cervi, alci, orsi neri, volpi, linci canadesi, lepri, procioni, coyote, porcospini, martore di Pennant e linci rosse. Uccelli canori, lacustri e marini e molte specie di galliformi e anseriformi abbondano in tutto lo stato. Tra le molte specie acquatiche marine figurano foche, balene, focene, astici, gamberetti, vongole, eglefini, merluzzi, sgombri e salmoni dell'Atlantico, e vi sono inoltre molte specie oggetto di pesca nelle acque dolci.